# Usu
Usu är en stad på häradsnivå som lyder under prefekturen Tarbagatay i Xinjiang-regionen i nordvästra Kina.Den ligger omkring 280 kilometer väster om regionhuvudstaden Ürümqi. 